# Graco
Graco ist ein US-amerikanischer Hersteller von Fluidtechnik. Zu den Produkten gehören Geräte zum Auftragen von Lacken, Pulverbeschichtungen, Dichtstoffen, Schmiermitteln oder Fahrbahnmarkierungen.
Das Unternehmen wurde wie folgt charakterisiert: 

“Graco is one of those companies, nearly invisible to investors, that makes a steady living by supplying humdrum products--in its case, application systems for paint, sealants, adhesives and lubricants.”

„Graco ist eines der Unternehmen, die fast völlig unsichtbar für Investoren sind, und uns durch die Herstellung von Allerweltsprodukten das Leben ermöglichen – in diesem Fall durch Werkzeuge zum Aufbringen von Farben, Dichtstoffen, Klebern und Schmiermitteln.“

## Geschichte
Graco wurde 1926 als Gray Company gegründet, um luftbetriebene Fettpressen zu produzieren. Der Umsatz im ersten Jahr ihres Betriebs belief sich auf 35.000 US-Dollar. Bis 1941 betrug der Jahresumsatz um eine Million Dollar. Sie nutzten während des Zweiten Weltkriegs aus Verteidigungsgründen eine Möglichkeit wegen des Bedarfs an Schmierstoffen. Nach dem Krieg begannen sie sich außerhalb der Schmiermittelherstellung zu entwickeln und entwickelten eine Farbpumpe und angetriebene Pumpen für industrielle Flüssigkeiten. Mitte der 1950er Jahre waren sie auf einen Umsatz von 5 Millionen US-Dollar und 400 Beschäftigte angewachsen und betreuten den Umgang mit Flüssigkeiten in einer Vielzahl von Branchen. Von 1962 bis 1985 war David A. Koch Präsident des Unternehmens. 1969 brachte er die Gray Company an die Börse und verkürzte dabei den Namen.
1999 wurde die Böllhoff Verfahrenstechnik gekauft. 2011 hat Graco die Marken Binks, DeVilbiss, Evercoat, Gema, Hosco und Ransburg von Illinois Tool Works übernommen.